# Versteckter Artikel
Ein versteckter Artikel ist ein Begriff aus der Grammatik der deutschen Sprache.

## Beispiele
Hierbei handelt es sich um einen Artikel, der mit einer Präposition zusammengezogen wird, so dass er als solcher nicht mehr zu erkennen ist, so etwa in den Konstruktionen im (in dem), zur (zu der) und zum (zu dem), z. B.: „im Wald“ – eigentlich „in dem Wald“. Auch ins (in das), am (an dem), beim (bei dem), aufs (auf das) und durchs (durch das) enthalten versteckte Artikel.

## Entstehung
Der Duden für Grammatik schreibt dazu: „wenn die Artikelformen dem, den, das und der nur schwach betont sind, können sie mit einigen Präpositionen verschmolzen werden. Diese Verschmelzung hat ihren Ursprung in der gesprochenen Sprache […] und ist in vielen Fällen nicht mehr auflösbar.“ Neben zahlreichen Beispielen ist angegeben im Krieg oder übers Knie brechen.